# Рогинец, Михаил Георгиевич
Михаил Георгиевич Рогинец (укр. Михайло Георгійович Рогинець; 22 ноября (5 декабря) 1910, с. Ивот, Ивотская волость, Новгород-Северский уезд, Черниговская губерния, Российская империя — 11 февраля 1980, Алма-Ата, Казахская ССР, СССР) — советский партийный и государственный деятель, первый секретарь Черниговского областного комитета КП(б) / КП Украины (1948—1953), первый секретарь Кокчетавского обкома КП Казахстана (1954—1955).

## Биография
Родился 22 ноября (5 декабря) 1910 в селе Ивот Ивотской волости Новгород-Северского уезда Черниговской губернии Российской империи (ныне село в составе Шосткинской городской общины Шосткинского района
Сумской области Украины).

### Образование
Член ВКП(б) с 1937 г. В 1932 г. окончил 2 курса химико-технологического института, в 1954 г. — курсы переподготовки при ЦК КПСС.

### Трудовая деятельность
- 1935—1938 гг. — декан рабочего факультета Шосткинского химического института,
- 1938—1939 гг. — заведующий районным отделом народного образования, председатель Черниговского областного комитета профсоюза работников начальных и средних школ,
- 1939—1940 гг. — заведующий отделом школ, заместитель заведующего отделом пропаганды и агитации Черниговского областного комитета КП(б) Украины,
- 1940—1941 гг. — заведующий Черниговским областным отделом народного образования,
- 1940—1941 гг. — заместитель председателя исполнительного комитета Черниговского областного Совета,
- 1941—1946 гг. — участник Великой Отечественной войны, капитан,
- 1946 г. — заместитель председателя исполнительного комитета Черниговского областного Совета,
- 1946—1948 гг. — секретарь,
- 1948—1953 гг. — первый секретарь Черниговского областного комитета КП(б) — КП Украины,
- 1954 г. — уполномоченный ЦК КПСС по вновь организуемым совхозам по Орджоникидзевскому (ныне — Денисовский район) району Кустанайской области,
- 1954—1955 гг. — первый секретарь Кокчетавского областного комитета КП Казахстана,
- 1955—1957 гг. — министр совхозов Казахской ССР,
- 1957—1961 гг. — министр сельского хозяйства Казахской ССР,
- 1961—1965 гг. — первый заместитель председателя Государственного планового комитета Совета министров Казахской ССР,
- 1961—1963 гг. — министр Казахской ССР,
- 1962—1964 гг. — член Бюро ЦК КП Казахстана по сельскому хозяйству,
- 1965 г. — министр производства и заготовок сельскохозяйственных продуктов Казахской ССР,
- 1965—1971 гг. — министр сельского хозяйства Казахской ССР,
- 1971—1976 гг. — начальник Управления сельского хозяйства и заготовок Министерства пищевой промышленности Казахской ССР.

Депутат Верховного Совета СССР 3 и 4 созывов.
С 1976 г. на пенсии.
Скончался 11 февраля 1980, похоронен на Центральном кладбище Алма-Аты.

## Награды и звания
- Заслуженный работник сельского хозяйства Казахской ССР — почётное звание присвоено Указом Президиума Верховного Совета Казахской ССР от 21 декабря 1971 года № 419 —VIII.
- орден Ленина
- орден Октябрьской Революции
- орден Отечественной войны II-й степени
- орден Трудового Красного Знамени — дважды

## Репутация
Рогинец сыграл ключевую роль в прекращении сельскохозяйственного эксперимента И. Н. Худенко.